# Born Sinner
| Recensione | Giudizio |
| ---------- | -------- |
| AllMusic   |          |

Born Sinner è il secondo album discografico in studio del rapper statunitense J. Cole, pubblicato nel 2013.

## Descrizione
Il disco è stato pubblicato nel giugno 2013 da Roc Nation e Columbia Records.
All'album hanno contribuito diversi artisti della scena hip hop e non solo come Miguel, Amber Coffman, Kendrick Lamar, TLC, James Fauntleroy, 50 Cent, Bas e Jhené Aiko. 
L'album è stato prodotto dallo stesso J. Cole con il supporto di Jake One, Syience, Christian Rich ed Elite.
Le registrazioni si sono tenute in diversi studi di Los Angeles (Records One, Records Plant) e New York (Premier Studios, Stadium Red) nel periodo 2011-2013.
Quattro sono stati i singoli pubblicati: Power Trip (febbraio 2013), Crooked Smile (giugno 2013), Forbidden Fruit (agosto 2013) e She Knows (ottobre 2013).
Per quanto riguarda le vendite, il disco ha debuttato alla posizione #2 della classifica Billboard 200. Ha raggiunto nel giro di due settimane il vertice della stessa classifica.

## Tracce
1. Villuminati – 5:08
2. Kerney Sermon (Skit) – 0:46
3. LAnd of the Snakes – 4:15
4. Power Trip (feat. Miguel) – 4:01
5. Mo Money (Interlude) – 1:18
6. Trouble – 4:18
7. Runaway – 5:15
8. She Knows (feat. Amber Coffman & Cults) – 4:57
9. Rich Niggaz – 4:36
10. Where’s Jermaine? (Skit) – 0:37
11. Forbidden Fruit (feat. Kendrick Lamar) – 4:29
12. Chaining Day – 4:45
13. Ain't That Some Shit (Interlude) – 2:27
14. Crooked Smile (feat. TLC) – 4:39
15. Let Nas Down – 4:37
16. Born Sinner (feat. James Fauntleroy) – 3:29

## Classifiche
| Classifica (2013) | Posizione raggiunta |
| ----------------- | ------------------- |
| Australia         | 14                  |
| Canada            | 2                   |
| Regno Unito       | 7                   |
| Stati Uniti       | 1                   |